# Гросер-Арбер
Гросер-Арбер (нем. Großer Arber, чеш. Velký Javor) — гора в Баварии, самая высокая точка Шумавы, недалеко от границы с Чехией. Горный пик Гросер-Арбер называют Монбланом Баварского леса.
Высота — 1456 м.